# Кляйн-Оффензет-Шпаррісгоп
Кляйн-Оффензет-Шпаррісгоп (нім. Klein Offenseth-Sparrieshoop) — громада в Німеччині, розташована в землі Шлезвіг-Гольштейн. Входить до складу району Піннеберг. Складова частина об'єднання громад Ельмсгорн-Ланд.
Площа — 16,92 км2. Населення становить 3117 ос. (станом на 31 грудня 2020).

## Галерея

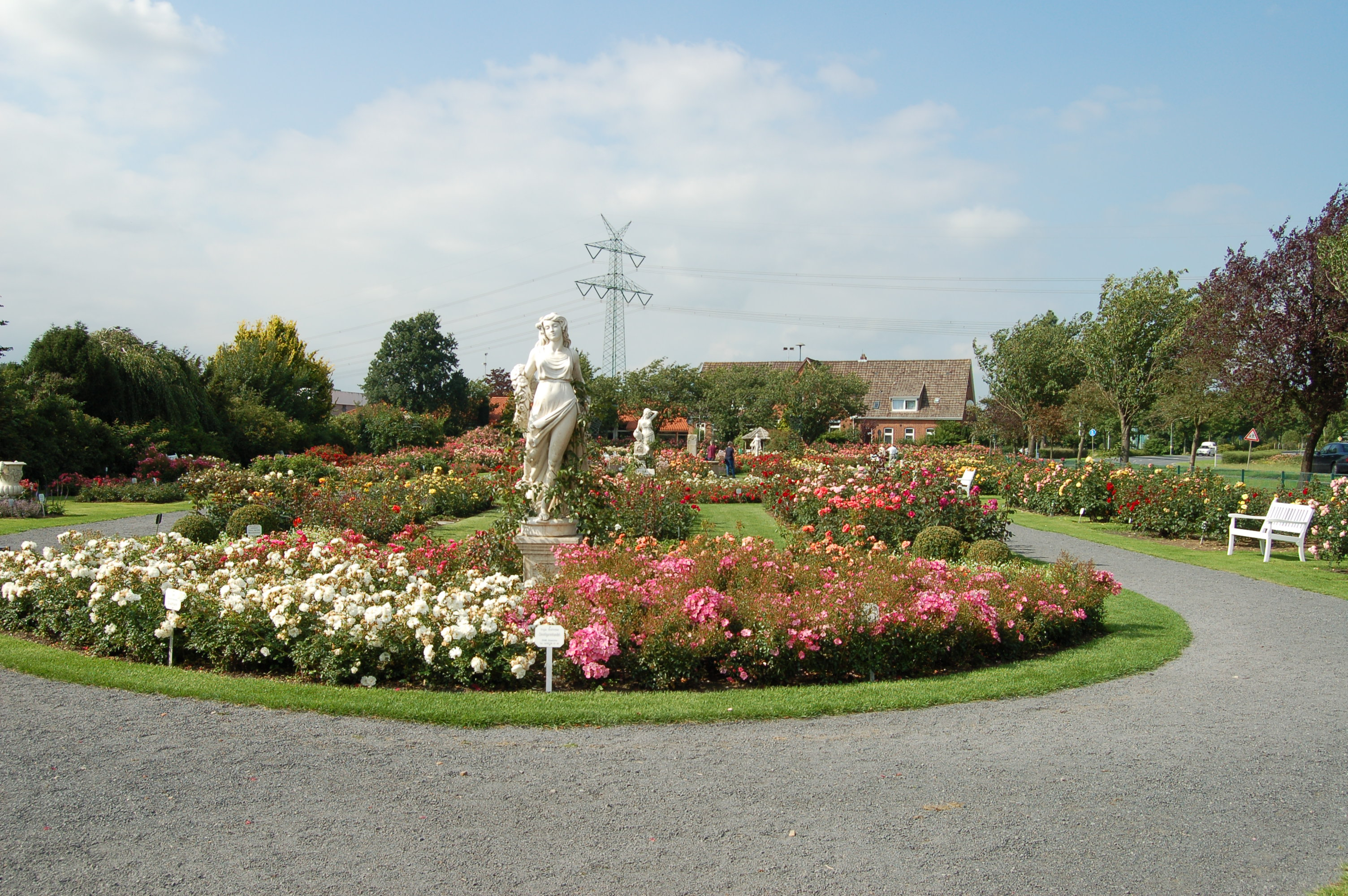
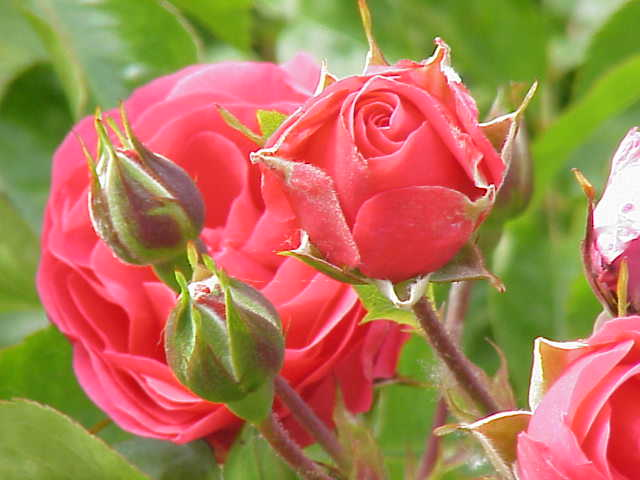

## Географія

### Клімат
| Клімат Кляйн-Оффензет-Шпаррісгопа | Клімат Кляйн-Оффензет-Шпаррісгопа | Клімат Кляйн-Оффензет-Шпаррісгопа | Клімат Кляйн-Оффензет-Шпаррісгопа | Клімат Кляйн-Оффензет-Шпаррісгопа | Клімат Кляйн-Оффензет-Шпаррісгопа | Клімат Кляйн-Оффензет-Шпаррісгопа | Клімат Кляйн-Оффензет-Шпаррісгопа | Клімат Кляйн-Оффензет-Шпаррісгопа | Клімат Кляйн-Оффензет-Шпаррісгопа | Клімат Кляйн-Оффензет-Шпаррісгопа | Клімат Кляйн-Оффензет-Шпаррісгопа | Клімат Кляйн-Оффензет-Шпаррісгопа | Клімат Кляйн-Оффензет-Шпаррісгопа |
| Показник                          | Січ.                              | Лют.                              | Бер.                              | Квіт.                             | Трав.                             | Черв.                             | Лип.                              | Серп.                             | Вер.                              | Жовт.                             | Лист.                             | Груд.                             | Рік                               |
| Середній максимум, °C             | 3,5                               | 4,4                               | 8,0                               | 12,3                              | 17,5                              | 19,9                              | 22,1                              | 22,2                              | 17,9                              | 13,0                              | 7,5                               | 4,6                               | 12,7                              |
| Середня температура, °C           | 1,3                               | 1,7                               | 4,4                               | 7,8                               | 12,6                              | 15,4                              | 17,4                              | 17,2                              | 13,6                              | 9,4                               | 5,1                               | 2,5                               | 9,0                               |
| Середній мінімум, °C              | −1,4                              | −1,2                              | 1,1                               | 3,3                               | 7,4                               | 10,5                              | 12,7                              | 12,5                              | 9,6                               | 6,0                               | 2,4                               | 0,0                               | 5,2                               |
| Днів з опадами                    | 12                                | 9                                 | 11                                | 8                                 | 9                                 | 11                                | 11                                | 10                                | 10                                | 10                                | 11                                | 12                                | 124                               |
| --------------------------------- | --------------------------------- | --------------------------------- | --------------------------------- | --------------------------------- | --------------------------------- | --------------------------------- | --------------------------------- | --------------------------------- | --------------------------------- | --------------------------------- | --------------------------------- | --------------------------------- | --------------------------------- |
| Джерело: www.yr.no                |                                   |                                   |                                   |                                   |                                   |                                   |                                   |                                   |                                   |                                   |                                   |                                   |                                   |